# Тауйхабль
Тауйхабль (рос. Тауйхабль; адиг. Тэуйхьабл) — аул Теучезького району Адигеї Росії. Входить до складу Джиджихабльського сільського поселення.
Населення — 212 осіб (2015 рік).